# Pokonice
Pokonice (původně pravděpodobně Pokojnice) jsou zaniklá vesnice se stejnojmennou tvrzí na břehu řeky Úslavy mezi obcemi Zdemyslice a Žákava v okrese Plzeň-jih.
První písemná zmínka o vesnici je z roku 1355, kdy ji vlastnil rod Pušperků z Pokonic. Rod však brzy vymřel a poručníci rozprodali veškerý majetek několika vladyckým rodům, což se stalo v letech 1409-1410 předmětem soudního sporu, který poručníci vyhráli. Vesnici pak zakoupil Aleš, který ji vzápětí přeprodal Buzkovi z Dlouhé Vsi, který tak založil rod Pokonických z Dlouhé Vsi. Již v polovině 15. století však byla vesnice i tvrz opuštěna (možná kvůli husitským bojům); pozemky tak připadly spálenopoříčskému panství, které ji prodalo Šťáhlavům.
První zmínky o bádání související s touto vesnici jsou spojovány s Františkem Palackým, který ji však umístil na Plzeňsko a Klatovsko. Přesné místo určil až Martin Kolář v roce 1870. Archeologické výzkumy zde prokázaly velké množství zlomkové středověké keramiky, která byla nalézána kromě amatérských badatelů i žáky nedaleké základní školy.